# Dymitr Bandrowski
Dymitr Bandrowski herbu Sas (zm. przed 21 sierpnia 1715) – łowczy buski w 1703 roku.
W 1707 roku był sędzią skarbowym ziemi przemyskiej.